# Халютин, Владимир Георгиевич
Владимир Георгиевич Халютин (рус. дореф. Владиміръ Георгиевичъ Халютинъ; родился 26 мая 1888, Москва, Российская империя — 1925, Третье Болгарское царство) — полковник русской гвардии , командир артиллерийской батареи Корниловской артиллерийской бригады.

## Биография
Родился 28 мая 1888 года. в Москве. В 1909 году поступил в Александровское военное училище и вступил в 3-й Московский кадетский корпус подпоручиком. После окончания учебы поступил офицером во 2-й Восточно-Сибирский стрелковый полк. В 1912 году лейтенант 8-й Сибирской стрелковой артиллерийской бригады. В 1913 году был переведен в 35-ю артиллерийскую бригаду. После начала Второй Отечественной войны командир 1-го парка 43-й парковой артиллерийской батареи. 24 сентября 1916 года был произведен в штабс-капитаны. После революции вступил в вооруженные силы Белой армии. В ноябре 1919 года — командир 7-й батареи Корниловской артиллерийской бригады. В Крымской армии в той же бригаде до эвакуации из Крыма. В феврале 1921 г. в 1-й батарее Корниловской артиллерийской дивизии. Эвакуирован в Турцию. Умер осенью 1925 года в составе той же дивизии в Болгарии.